# آمریکو مارتینز پریرا جونیور
آمریکو مارتینز پریرا جونیور (انگلیسی: Américo Martins Pereira Júnior؛ زادهٔ ۱۹ مارس ۱۹۹۳) بازیکن فوتبال اهل برزیل است.
از باشگاه‌هایی که در آن بازی کرده‌است می‌توان به باشگاه فوتبال فیگیرنسه اشاره کرد.